# Deurnsche Peel & Mariapeel
Das EU-Vogelschutzgebiet und Fauna-Flora-Habitat-Gebiet Deurnsche Peel & Mariapeel liegt auf dem Gebiet der Gemeinden Deurne in der Provinz Noord-Brabant und Horst aan de Maas in der Provinz Limburg in den Niederlanden. Das 27,3 km² große Schutzgebiet gehört zum europäischen Schutzgebietsnetz Natura 2000. Es umfasst ein großes Moorgebiet zwischen den Ortschaften Liessel und America und ein kleineres Moor nordöstlich von Deurne. Die Moorlebensräume wurden in der Vergangenheit durch Torfabbau und Trockenlegung stark beeinträchtigt und stellen die Reste eines ehemals 30.000 Hektar großen Hochmoorkomplexes dar.
Das Gebiet wurde im Jahr 1986 als Vogelschutzgebiet ausgewiesen und im Jahr 1996 als FFH-Gebiet vorgeschlagen. 2004 erfolgte die Bestätigung als Gebiet gemeinschaftlicher Bedeutung (SCI) und 2009 die Ausweisung als Besonderes Erhaltungsgebiet (SAC).

## Schutzzweck

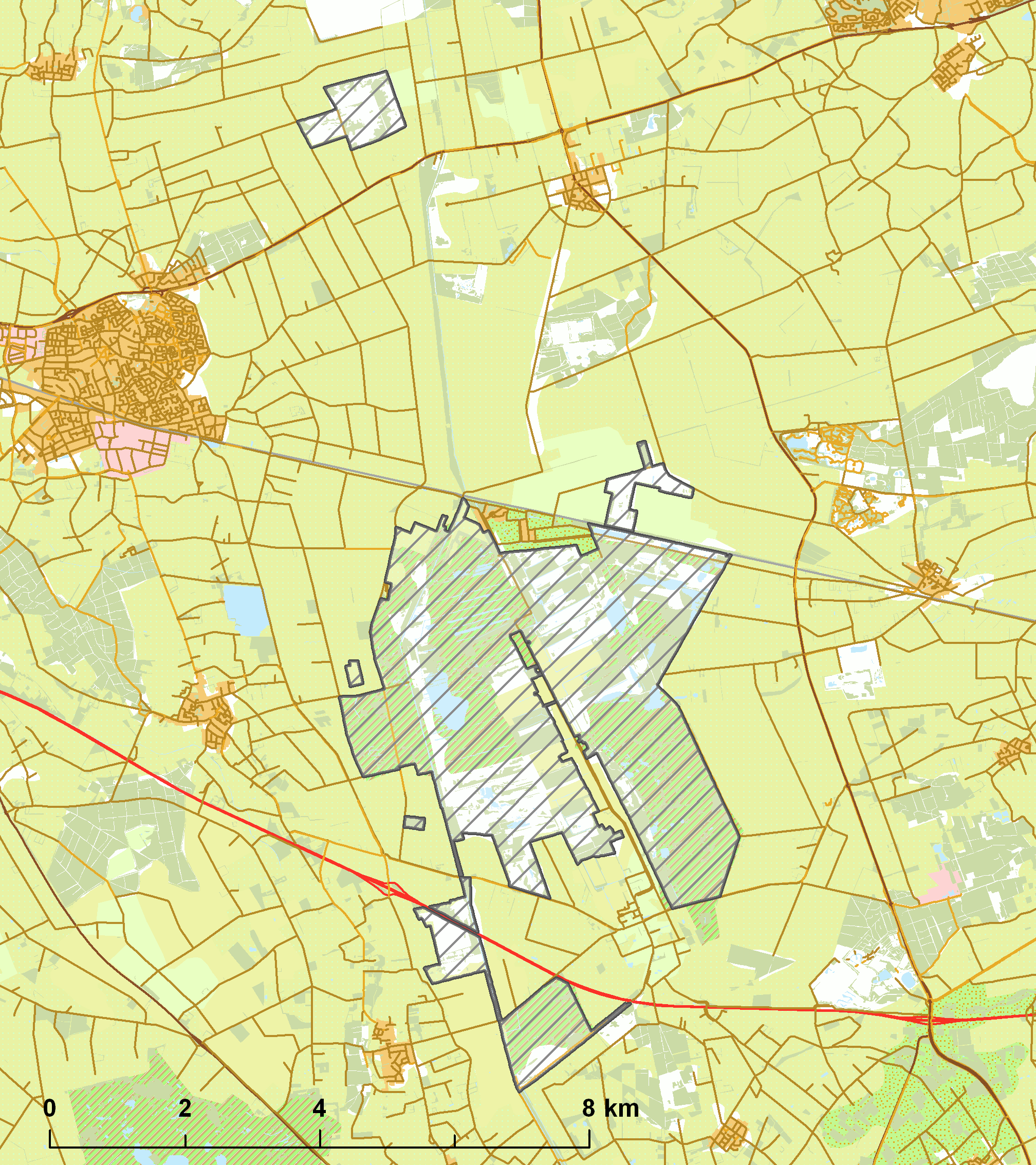
Karte des Schutzgebiets (schraffiert)

### Lebensraumtypen
Folgende Lebensraumtypen nach Anhang I der FFH-Richtlinie kommen im Gebiet vor; prioritäre Lebensraumtypen sind mit * gekennzeichnet:
| EU Code | * | Lebensraumtyp (offizielle Bezeichnung)          | Fläche (ha) |
| ------- | - | ----------------------------------------------- | ----------- |
| 4030    |   | Trockene europäische Heiden                     | 0,87        |
| 7110    | * | Lebende Hochmoore                               | 0,02        |
| 7120    |   | Noch renaturierungsfähige degradierte Hochmoore | 1.131       |

### Arteninventar
Folgende Arten von gemeinschaftlichem Interesse sind für das Gebiet gemeldet:
| Bild        | EU Code | * | Art         | wissenschaftlicher Name | Artengruppe           |
| ----------- | ------- | - | ----------- | ----------------------- | --------------------- |
| Steinbeißer | 1149    |   | Steinbeißer | Cobitis taenia          | Fische und Rundmäuler |
| Bitterling  | 5339    |   | Bitterling  | Rhodeus amarus          | Fische und Rundmäuler |

Folgende Vogelarten sind für das Gebiet gemeldet; Arten, die im Anhang I der Vogelschutzrichtlinie geführt sind, sind mit * gekennzeichnet:
| Bild            | Anhang I | EU Code | Art                        | wissenschaftlicher Name    |
| --------------- | -------- | ------- | -------------------------- | -------------------------- |
| Blässgans       |          | A041    | Blässgans                  | Anser albifrons            |
| Saatgans        |          | A039    | Saatgans                   | Anser fabalis              |
| Ziegenmelker    | *        | A224    | Ziegenmelker               | Caprimulgus europaeus      |
| Kranich         | *        | A127    | Kranich                    | Grus grus                  |
| Schwarzkehlchen |          | A276    | Schwarzkehlchen            | Saxicola torquatus         |
| Blaukehlchen    | *        | A612    | Weißsterniges Blaukehlchen | Luscinia svecica cyanecula |
| Zwergtaucher    |          | A004    | Zwergtaucher               | Tachybaptus ruficollis     |